# Новесентизм
Новесентизм (кат. noucentisme) — культурное движение в Каталонии, возникшее в среде вокруг созданного в 1906 году Энриком Пратом-де-ла-Риба националистической организации «Каталонская солидарность» (Solidaritat Catalana). Завершилось после произошедшего в Испании в 1923 году военного переворота Мигеля Примо да Риверы.

## Теоретические основы
В литературе и искусстве новесентизм являлся каталонской формой неоклассицизма и реакцией на «романтический хаос» модного тогда в Европе искусства модерна. В переводе само слово обозначало «новый век», «новое столетие». В отличие от представителей модерна, «новесентисты» признавали необходимость тесной связи культуры и искусства с политикой. Они поддерживали каталонских националистов, политику каталонизма и предоставления Каталонии более широкой автономии в рамках испанского королевства. Словосочетание «Каталонское обновление» (Catalonia noucentistа) вызывало ассоциации с итальянским движением новеченто (девятисотые годы, то есть XX век, по аналогии с кватроченто, чинквеченто), но создавало дополнительную игру слов: nou — девять, в значении: девятисотые годы, и nou — новый). Новесентисты, по их словам, опирались на такие ценности, как благоразумие, точность, серьёзность намерений, порядок и ясность. В живописи художников-новосентистов чёткость линий и классицистическая ясность формы имела преимущество над красками. Своими противниками в искусстве и политике участники движения видели либерализм, романтизм, натурализм и позитивизм. Само название «новесентизм» было введено в 1906 году одним из основателей этого движения, каталонским писателем и философом Эухенио Д’Орсом.
Цели в искусстве для представителей новесентизма определялись учением основанной французским поэтом Жаном Мореасом романской школы (École Romane), которое определяло некий неоклассический средиземноморский идеал «прекрасного». Они видели корни средиземноморских культур в греко-римском мире и его наследии, а пик его наивысшего развития — во французской классической литературе XVII столетия. Кроме этого, у новесентизма наблюдалась отчётливая близость к творчеству Поля Сезанна и пуризму издававшегося французскими художниками-живописцами Амедео Озанфаном и Шарлем-Эдуаром Жаннере (будущим архитектором под псевдонимом Ле Корбюзье) журнала Новый дух (L’Esprit Nouveau). Согласно учению новесентизма, классическая греко-римская культура античности являлась исторической основой для «средиземноморской» культуры народов северного побережья Средиземного моря. Поэтому неоклассика как наследие классической древности считалась частью национальной идентичности каталонского народа и противопоставлялась «модернизму» в Каталонии, происходившему от искусства модерна северо-европейского происхождения.
В литературе новесентисты ставили перед собой цель поднять её на более высокий уровень. В частности, они стремились к созданию каталонской классической литературы; произведения новесентистов постоянны в поисках идеала Прекрасного, гармонии, они очень метафоричны. В 1906 году выходят в свет две значительное работы в духе новесентизма — Els fruits saborosos Жозепа Карнера и La nacionalitat catalana консервативного политика Энрика Прата-де-ла-Риба. Среди известнейших авторов-новесентистов следует назвать:
- Хосе Ортега-и-Гассет (1883—1955)
- Мадариага, Сальвадор (1886—1978)
- Грегорио Мараньон (1887—1960)
- Рафаэль Масо (1880—1935)
- Эухенио д’Орс (1882—1954)
- Рамон Перес де Айяла (1881—1962)
- Габриэль Миро (1879—1930)
- Лола Англада (1896−1984)

В каталонской архитектуре новесентизм между 1911 и 1931 годами был ведущим направлением. Его представители обвиняли архитекторов стиля «модерн» в анархизме и декадентстве. В противоположность к «романтическому хаосу» модернистов новесентисты противопоставляли «порядок, ясность, гармонию, рациональность и умеренность». Одним из их наиболее известных представителей был Жозеп Пуч-и-Кадафалк (здания Casa Trinxet и Casa Company в Барселоне и, после поездки в США — Casa Pich i Pon в 1921 году, на площади Каталунья, также в Барселоне). Другим крупным представителем новесентизма в архитектуре был Жозеп Годай, возводивший монументальные комплексы зданий в классическом стиле. Типичными для него являются построенные им начиная с 1917 года девять народных школ в Барселоне, украшенные терракотовыми статуями.
В области живописи первоначально новесентизм ориентировался на творчество Пьера Сесиля Пюви де Шаванна и других символистов. Одним из их крупнейших художников был уругваец Хоакин Торрес Гарсия. Другим крупным живописцем-новесентистом, много сделавшим для его популяризации, был каталонский мастер Жоаким Суньер. Ему удалось создать некий синтез из пейзажной техники Поля Сезанна и фигуративного искусства, присущего мастерам эпохи раннего итальянского Возрождения. В то же время
Жоаким Суньер не был реалистом; в своих каталонских пейзажах он изображает борьбу человека с силами природы и их покорение человеком.